# Liparis phalacrocorax
Liparis phalacrocorax är en orkidéart som beskrevs av Nicolas Hallé. Liparis phalacrocorax ingår i släktet gulyxnen, och familjen orkidéer. Inga underarter finns listade i Catalogue of Life.